# Przestrzeń odspołeczna
Przestrzeń odspołeczna - termin z zakresu proksemiki i komunikacji niewerbalnej. 
Przestrzeń odspołeczna to taka przestrzeń (mieszkalna, użytkowa), która skłania do izolowania się, unikania kontaktów (w odróżnieniu od przestrzeni dospołecznej). Rozmowy w takiej przestrzeni zwykle nie pojawiają się lub są zdawkowe i krótkotrwałe. Ludzie nie czują się w niej komfortowo i bezpiecznie, taki typ przestrzeni daje poczucie chłodu i izolacji.

## Przykłady przestrzeni odspołecznej
- Dworzec

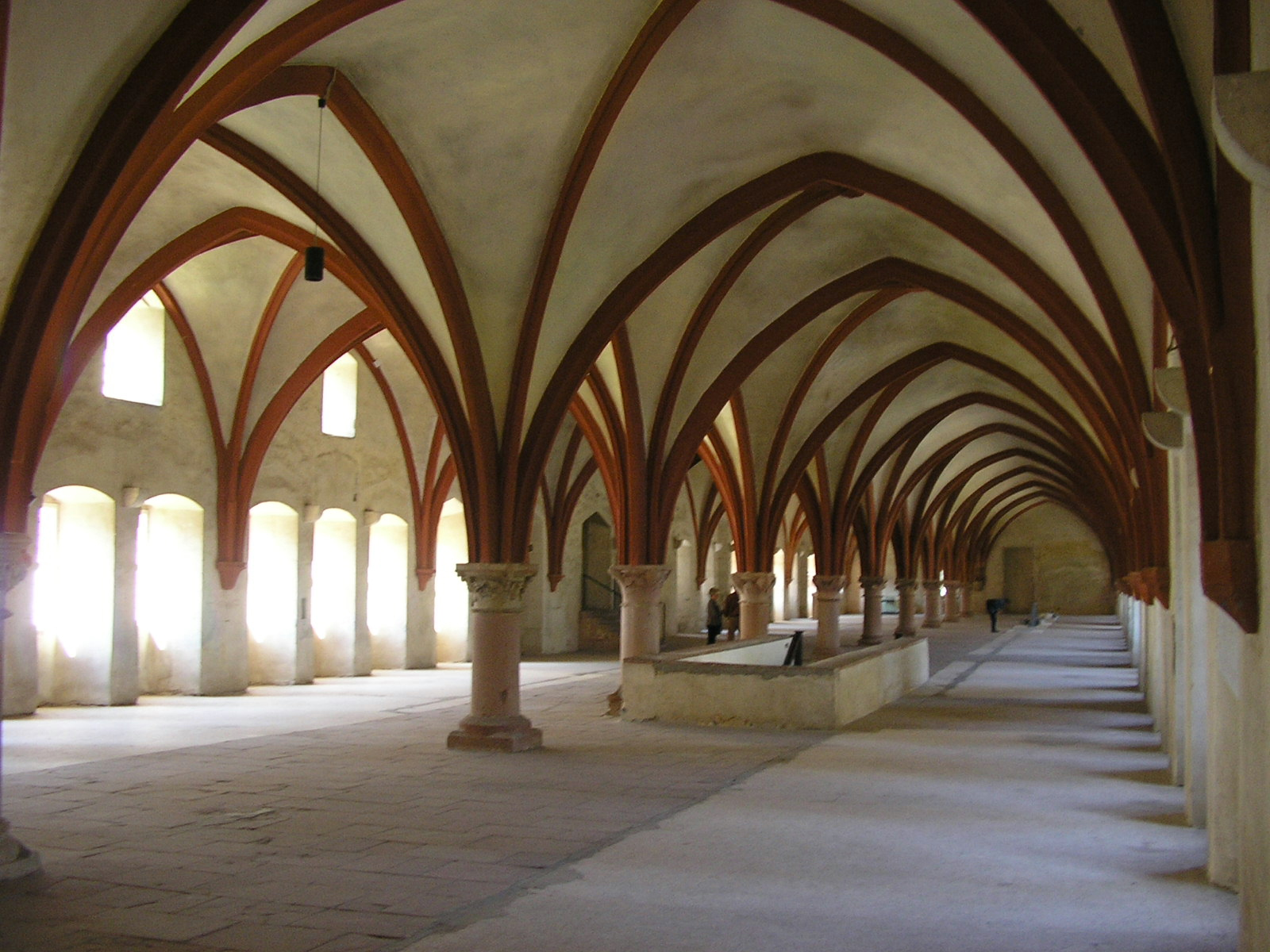
Przestrzeń odspołeczna.

- Duże sale np. poczekalnia, sala wykładowa.
- Szeroka ulica
- Place, pozbawione ławek, zarośli, straganów
- Korytarze uczelni, szpitali,
- Amfiteatr
- Kino, duża sala teatralna, hala fabryczna.
- Sala gimnastyczna
- Galeria handlowa

## Czynniki decydujące o tym, że przestrzeń przybiera charakter odspołeczny

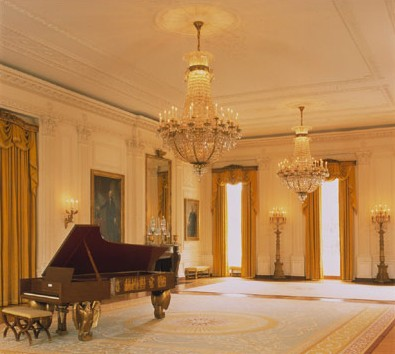
Do pełnego obrazu przestrzeni odspołecznej brakuje tylko pustych ścian i chłodniejszych kolorów.

- Przeładowanie bodźcowe lub brak bodźców. Zarówno bardzo głośne miejsca, gdzie jest np. duży ruch lub bardzo wiele osób, głośna muzyka, jak i zupełna cisza skłaniają ludzi do izolowania się.
- Bardzo jasne, białe światło lub zupełna ciemność, czy półmrok.
- Bardzo rozległe pomieszczenia lub obszary, gdzie brak jest zakamarków, miejsc do siedzenia, nie można się schować. Gdy człowiek czuje, że jest łatwy do zauważenia czy obserwowania przez innych.
- Wysokie sufity.
- ”Chłodne kolory” – gdy pomieszczenie jest pomalowane na śnieżnobiałe kolory, jasny błękit, daje ludziom uczucie chłodu. Te kolory powodują złudzenie że w pomieszczeniu jest nieco niższa temperatura (uczucie chłodu), że jest ono większe.
- Pomieszczenia, które są puste i duże, nieumeblowane.
- Pomieszczenia umeblowane w sposób oficjalny, wyraźnie oddzielające np. klienta i sprzedawcę, z dużymi pustymi powierzchniami np. stołów lub biurek.

Badania w szpitalach psychiatrycznych pokazały, że zorganizowanie przestrzeni tak, że nabiera ona charakteru odspołecznionego wydłuża proces zdrowienia pacjentów. 